# 중성미자
중성미자(中性微子, 영어: neutrino 뉴트리노[*], /njuːˈtriːnoʊ/; 그리스 문자 ν로 표기)는 약한 상호작용과 중력을 통해 상호작용하는 기본 입자이다. 중성미자는 전하를 띠지 않고 정지 질량이 매우 작아 (-ino) 오랫동안 0이라고 여겨졌기 때문에 이런 이름이 붙었다. 중성미자의 정지 질량은 (질량이 없는 입자를 제외하고) 알려진 다른 기본 입자들의 질량보다 훨씬 작다. 약한 힘은 작용 거리가 매우 짧고, 중력 상호작용은 중성미자의 질량이 매우 작기 때문에 극도로 약하며, 중성미자는 전자기 상호작용이나 강한 상호작용에 참여하지 않는다. 결과적으로 중성미자는 일반적으로 일반 물질을 방해받지 않고 감지할 수 있는 효과 없이 통과한다.
약한 상호작용은 다음 세 가지 렙톤 맛깔 중 하나로 중성미자를 생성한다.
1. 전자 중성미자, 
ν
e
2. 뮤온 중성미자, 
ν
μ
3. 타우 중성미자, 
ν
τ

각 맛깔은 그에 상응하는 이름의 전하를 띤 렙톤과 관련이 있다. 중성미자는 오랫동안 질량이 없다고 여겨졌지만, 현재는 세 가지 다른 값을 가진 불연속적인 중성미자 질량이 존재한다는 것이 알려져 있다 (모두 매우 작으며, 가장 작은 것은 0일 수도 있다). 그러나 이 세 가지 질량은 세 가지 맛깔과 고유하게 일치하지 않는다. 특정 맛깔로 생성된 중성미자는 세 가지 질량 상태의 특정 혼합물이다 (양자 중첩). 일부 다른 중성 입자와 유사하게, 중성미자 진동은 그 결과로 비행 중에 다른 맛깔로 진동한다. 예를 들어, 베타 붕괴 반응에서 생성된 전자 중성미자는 멀리 떨어진 검출기에서 뮤온 중성미자 또는 타우 중성미자로 상호작용할 수 있다. 2024년 현재 세 가지 질량 값은 아직 알려져 있지 않지만, 실험실 실험과 우주론적 관측을 통해 질량 제곱의 차이()와 그 합의 상한값(< 0.120 eV/c2), 그리고 전자 중성미자 질량의 상한값이 결정되었다. 중성미자는 페르미온이며, ⁠ 1 /2⁠ħ의 스핀을 가진다.
각 중성미자에는 스핀이 ⁠ 1 /2⁠ħ이고 전하가 없는 해당 반입자인 반중성미자가 존재한다. 반중성미자는 반대 부호의 경입자수와 약한 아이소스핀, 그리고 왼손잡이가 아닌 오른손잡이 카이랄성을 가짐으로써 중성미자와 구별된다. (핵 베타 붕괴에서) 총 렙톤 수를 보존하기 위해, 전자 중성미자는 양전자(반전자) 또는 전자 반중성미자와 함께 나타나며, 전자 반중성미자는 전자 또는 전자 중성미자와 함께 나타난다.
중성미자는 다양한 방사성 붕괴에 의해 생성된다. 다음 목록은 완전하지는 않지만, 이러한 과정 중 일부를 포함한다.
- 원자핵 또는 강입자의 베타 붕괴
- 항성의 핵에서 발생하는 것과 같은 자연 핵반응
- 원자로, 핵무기, 또는 입자 가속기에서의 인공 핵반응
- 초신성 발생 중
- 중성자별의 자전 감속 중
- 우주선 또는 가속된 입자 빔이 원자에 충돌할 때

지구 주위에서 감지되는 대부분의 중성미자는 태양 내부의 핵반응에서 온 것이다. 지구 표면에서는 초당 제곱센티미터당 약 650억 (6.5×1010)개의 태양 중성미자가 통과한다. 중성미자는 지구 내부의 단층 촬영에 사용될 수 있다.

## 역사

### 파울리의 제안
중성미자는 1930년 볼프강 파울리가 베타 붕괴가 어떻게 에너지, 운동량, 그리고 각운동량 (스핀)을 보존할 수 있는지 설명하기 위해 처음 가정했다. 닐스 보어가 관측된 베타 붕괴의 연속적인 에너지 스펙트럼을 설명하기 위해 보존 법칙의 통계적 버전을 제안한 것과는 대조적으로, 파울리는 '양성자'와 '전자'의 명명에 사용된 것과 동일한 '-on' 접미사를 사용하여 자신이 "중성자"라고 부른 미탐지 입자를 가설화했다. 그는 새로운 입자가 베타 붕괴 과정에서 전자 또는 베타 입자와 함께 핵에서 방출되며 전자와 유사한 질량을 가진다고 생각했다.
제임스 채드윅은 1932년에 훨씬 더 무거운 중성 핵 입자를 발견하고 그것도 중성자라고 명명하여, 두 종류의 입자가 같은 이름을 가지게 되었다. "중성미자"라는 단어는 엔리코 페르미를 통해 과학 어휘에 진입했는데, 그는 1932년 7월 파리 회의와 1933년 10월 솔베이 회의에서 이를 사용했으며, 파울리도 이 단어를 사용했다. 이 이름(이탈리아어로 "작은 중성자"라는 의미)은 채드윅의 무거운 중성자와 이 가벼운 중성 입자를 구별하기 위해 로마의 파니스페르나 거리 물리학 연구소에서 페르미와의 대화 중 에도아르도 아마디가 농담 삼아 지어낸 것이다.
페르미의 베타 붕괴 이론에서 채드윅의 큰 중성 입자는 양성자, 전자, 그리고 더 작은 중성 입자 (현재 전자 반중성미자라 불림)로 붕괴할 수 있었다.
 
n0
 → 
p+
 + 
e−
 + 
ν
e 
페르미가 1934년에 쓴 논문은 파울리의 중성미자와 폴 디랙의 양전자, 베르너 하이젠베르크의 중성자-양성자 모형을 통합하여 미래의 실험 연구를 위한 견고한 이론적 기반을 제공했다.
1934년에는 베타 붕괴에 대해 에너지 보존이 유효하지 않다는 보어의 생각에 반하는 실험적 증거가 있었다. 그 해 솔베이 회의에서 베타 입자(전자)의 에너지 스펙트럼 측정 결과가 보고되었는데, 각 유형의 베타 붕괴에서 전자의 에너지에 엄격한 한계가 있다는 것을 보여주었다. 에너지 보존이 유효하지 않다면, 어떤 양의 에너지라도 적어도 몇 번의 붕괴에서는 통계적으로 사용 가능할 것이므로 이러한 한계는 예상되지 않는다. 1934년에 처음 측정된 베타 붕괴 스펙트럼에 대한 자연스러운 설명은 제한된 (그리고 보존된) 양의 에너지만 사용 가능했으며, 새로운 입자가 때때로 이 제한된 에너지의 변화하는 부분을 가져가고 나머지는 베타 입자에 남겨둔다는 것이었다. 파울리는 이 기회를 이용하여 아직 탐지되지 않은 "중성미자"가 실제 입자여야 한다고 공개적으로 강조했다.(p. 25) 중성미자의 존재에 대한 첫 번째 증거는 1938년 전자와 핵의 반동에 대한 동시 구름 상자 측정을 통해 나타났다.

### 직접 탐지

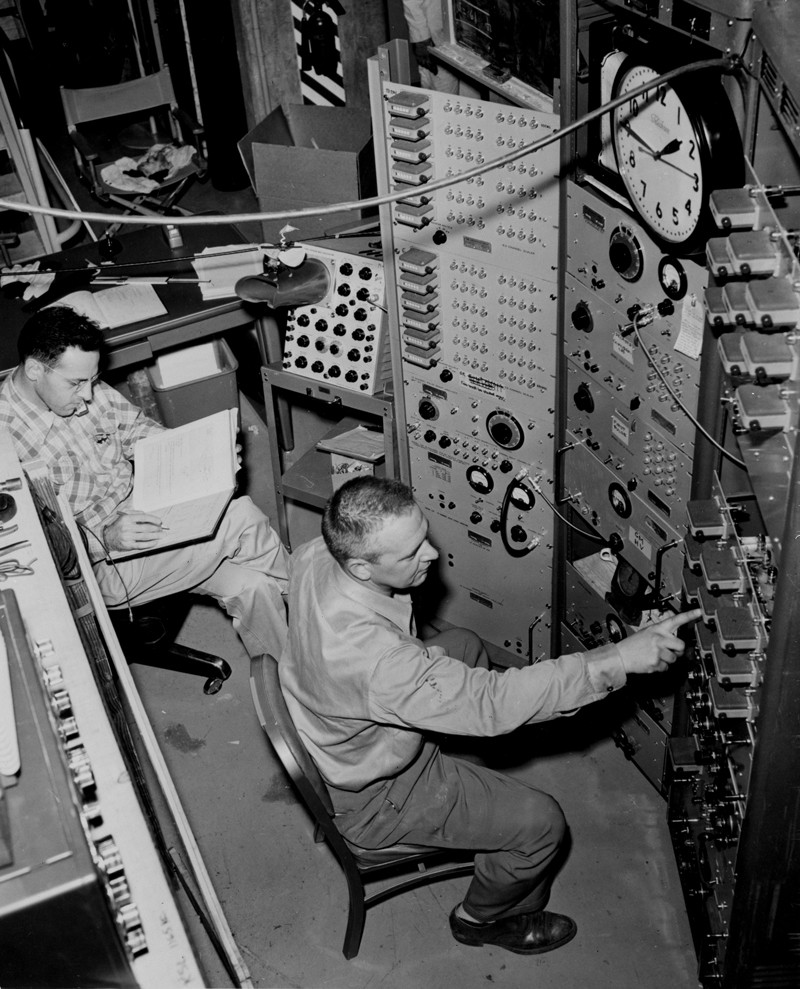
1956년경 중성미자 실험을 수행하는 프레더릭 라이너스와 클라이드 코원

1942년 왕간창은 중성미자를 실험적으로 탐지하기 위해 베타 포획의 사용을 처음 제안했다. 1956년 7월 20일자 사이언스지에 클라이드 코원, 프레더릭 라이너스, 프랜시스 B. "키코" 해리슨, 헤럴드 W. 크루즈, 오스틴 D. 맥과이어는 중성미자를 탐지했음을 확인하는 논문을 발표했다. 이 결과는 거의 40년 후인 1995년 노벨 물리학상으로 보상받았다.
현재 카원-라이너스 중성미자 실험으로 알려진 이 실험에서, 원자로에서 베타 붕괴로 생성된 반중성미자가 양성자와 반응하여 중성자와 양전자를 생성했다.
 
ν
e + 
p+
 → 
n0
 + 
e+
 
생성된 양전자는 빠르게 전자를 찾아 서로 쌍소멸한다. 그 결과로 발생하는 두 개의 감마선 (γ)은 감지할 수 있다. 중성자는 적절한 핵에 포획되어 감마선을 방출함으로써 감지될 수 있다. 양전자 쌍소멸과 중성자 포획이라는 두 사건의 동시 발생은 반중성미자 상호작용의 고유한 특징을 제공한다.
1965년 2월, 프레더릭 라이너스와 프리델 셀숍을 포함한 연구팀이 자연에서 발견된 최초의 중성미자를 식별했다. 이 실험은 남아프리카 복스부르크 근처 이스트 랜드 ("ERPM") 금광 깊이 3km에 특별히 준비된 방에서 수행되었다. 주 건물에 있는 명판은 이 발견을 기념한다. 이 실험들은 또한 원시적인 중성미자 천문학을 구현하고 중성미자 물리학 및 약한 상호작용 문제를 다루었다.

### 중성미자 맛깔
클라이드 코원과 프레더릭 라이너스가 발견한 반중성미자는 전자 중성미자의 반입자였다.
1962년 리언 레더먼, 멜빈 슈워츠, 잭 슈타인베르거는 뮤온 중성미자(이미 뉴트레토라는 이름으로 가설화됨)의 상호작용을 처음 감지함으로써 한 가지 이상의 중성미자 유형이 존재함을 보여주었으며, 이 공로로 그들은 1988년 노벨 물리학상을 수상했다.
1975년 스탠퍼드 선형 가속기 센터에서 세 번째 렙톤인 타우가 발견되었을 때, 이와 관련된 중성미자(타우 중성미자)도 존재할 것으로 예상되었다. 이 세 번째 중성미자 유형에 대한 첫 번째 증거는 전자 중성미자의 발견으로 이어진 베타 붕괴와 유사하게 타우 붕괴에서 에너지와 운동량이 사라지는 것을 관측함으로써 얻어졌다. 타우 중성미자 상호작용의 첫 탐지는 2000년 페르미랩의 DONUT 공동연구단에 의해 발표되었으며, 그 존재는 이미 이론적 일관성과 대형 전자-양전자 충돌기의 실험 데이터를 통해 추론되었다.

### 태양 중성미자 문제
1960년대에 현재 유명한 홈스테이크 실험은 태양 중심에서 오는 전자 중성미자 플럭스를 처음 측정했으며, 표준 태양 모델이 예측한 값의 3분의 1에서 2분의 1 사이의 값을 발견했다. 태양 중성미자 문제로 알려진 이 불일치는 약 30년 동안 해결되지 않은 채로 남아 있었는데, 실험과 태양 모델 모두에서 가능한 문제들이 조사되었지만 아무것도 발견되지 않았다. 결국, 둘 다 실제로 옳았고, 그들 사이의 불일치는 중성미자가 이전에 가정했던 것보다 더 복잡했기 때문이라는 것이 밝혀졌다. 세 가지 중성미자가 0이 아닌 약간 다른 질량을 가지며, 따라서 지구로 비행하는 동안 탐지할 수 없는 맛깔로 진동할 수 있다고 가정되었다. 이 가설은 일련의 새로운 실험에 의해 조사되었고, 이는 현재까지 계속되는 새로운 주요 연구 분야를 열었다. 중성미자 진동 현상의 최종 확인은 두 개의 노벨상으로 이어졌다. 하나는 홈스테이크 실험을 고안하고 이끌었던 R. 데이비스와 이를 확인한 가미오칸데의 고시바 마사토시에게, 다른 하나는 슈퍼 가미오칸데의 가지타 다카아키와 서드버리 중성미자 관측소의 A.B. 맥도널드에게 공동 실험을 통해 세 가지 중성미자 맛깔의 존재를 확인하고 부족이 없음을 발견한 공로로 주어졌다.

### 진동
중성미자 진동을 조사하는 실용적인 방법은 1957년 브루노 폰테코르보가 케이온 진동과의 유사성을 사용하여 처음 제안했으며, 이후 10년 동안 그는 수학적 형식주의와 현대적인 진공 진동 공식을 개발했다. 1985년 스타니슬라프 미케예프와 알렉세이 스미르노프는 (1978년 링컨 울펜슈타인의 연구를 확장하여) 중성미자가 물질을 통과할 때 맛깔 진동이 변형될 수 있음을 지적했다. 이른바 미케예프-스미르노프-울펜슈타인 효과(MSW 효과)는 태양에서 핵융합에 의해 방출되는 많은 중성미자가 지구의 검출기로 가는 도중 태양핵의 밀집된 물질(사실상 모든 태양 핵융합이 일어나는 곳)을 통과하기 때문에 이해하는 것이 중요하다.
1998년부터 실험들은 태양 및 대기 중성미자들이 맛깔을 바꾼다는 것을 보여주기 시작했다 (참조: 슈퍼 가미오칸데와 서드버리 중성미자 관측소). 이는 태양 중성미자 문제를 해결했는데, 태양에서 생성된 전자 중성미자가 부분적으로 실험에서 탐지할 수 없는 다른 맛깔로 변했기 때문이다.
태양 중성미자 실험 세트와 같은 개별 실험들은 비진동성 중성미자 맛깔 변환 메커니즘과 일치하지만, 전체적으로 볼 때 중성미자 실험들은 중성미자 진동의 존재를 시사한다. 이 맥락에서 특히 중요한 것은 원자로 실험인 KamLAND와 MINOS와 같은 가속기 실험이다. KamLAND 실험은 실제로 진동이 태양 전자 중성미자에 관련된 중성미자 맛깔 변환 메커니즘임을 확인했다. 마찬가지로 MINOS는 대기 중성미자의 진동을 확인하고 질량 제곱 차이를 더 잘 결정한다. 일본의 가지타 다카아키와 캐나다의 아서 B. 맥도널드는 중성미자가 맛깔을 바꿀 수 있다는 획기적인 이론적, 실험적 발견으로 2015년 노벨 물리학상을 받았다.

### 우주 중성미자
특정 근원 외에도, 우주에는 두 가지 주요 근원에서 발생한다고 이론화된 일반적인 배경 수준의 중성미자가 스며들어 있을 것으로 예상된다.
우주 중성미자 배경 (대폭발에서 기원)
대폭발 후 약 1초 만에 중성미자는 분리되어 우주 중성미자 배경(CNB)으로 알려진 배경 수준의 중성미자를 생성했다.
초신성 중성미자 배경 (초신성에서 기원)
레이먼드 데이비스와 고시바 마사토시는 2002년 노벨 물리학상을 공동 수상했다. 둘 다 태양 중성미자 탐지에 선구적인 작업을 수행했으며, 고시바의 작업은 또한 인근 대마젤란 은하의 SN 1987A 초신성에서 온 중성미자의 첫 실시간 관측을 이끌어냈다. 이러한 노력은 중성미자 천문학의 시작을 알렸다.
SN 1987A는 초신성에서 중성미자가 감지된 유일한 검증된 사례이다. 그러나 우주에는 많은 별들이 초신성으로 폭발했으며, 이는 이론화된 확산 초신성 중성미자 배경을 남겼다.

## 속성 및 반응
중성미자는 반정수 스핀(⁠ 1 /2⁠ħ)을 가지므로 페르미온이다. 중성미자는 렙톤이므로 색깔이 없는 페르미온이며 강한 상호작용의 글루온과 상호작용할 수 없다. 그들은 약한 힘을 통해서만 상호작용하는 것으로 관찰되었지만, 중력적으로도 상호작용한다고 가정된다. 질량이 0이 아니므로 일부 이론에서는 중성미자가 자기적으로 상호작용할 수 있도록 허용하지만, 이를 필수로 요구하지는 않는다. 아직까지 중성미자에 대한 0이 아닌 자기 모멘트에 대한 실험적 증거는 없다.

### 맛깔, 질량 및 그 혼합
약한 상호작용은 세 가지 렙톤 맛깔 중 하나로 중성미자를 생성한다. 전자 중성미자(
ν
e), 뮤온 중성미자(
ν
μ), 또는 타우 중성미자(
ν
τ), 각각 해당하는 전하를 띤 렙톤인 전자(
e−
), 뮤온(
μ−
), 그리고 타우(
τ−
)와 연관되어 있다.
중성미자는 오랫동안 질량이 없다고 여겨졌지만, 현재는 세 가지 불연속적인 중성미자 질량이 존재한다는 것이 알려져 있다. 각 중성미자 맛깔 상태는 세 가지 뚜렷한 질량 고유상태의 선형 조합이다. 우주론적 모델에 기반한 계산에 따르면, 세 가지 중성미자 질량의 합은 0.120 eV/c2 미만이어야 한다. 카를스루에 삼중수소 중성미자 (KATRIN) 실험의 직접적이고 독립적인 측정에 따르면 전자 반중성미자의 질량 상한은 0.80 eV/c2로, 다음으로 가벼운 페르미온보다 최소 5자리수 더 작다. 이 큰 비율은 중성미자의 질량 생성 메커니즘이 다른 페르미온의 질량 생성 메커니즘과 다를 가능성을 시사한다.
|                  | 질량 [MeV/c2] | 전하 | 출처   |
| ---------------- | ------------- | ---- | ------ |
| 전자 e−          | 0.5110        | −e   | [ 38 ] |
| 전자 중성미자 νe | < 0.08×10−6   | 0    | [ 11 ] |
| 뮤온 μ−          | 105.658       | −e   | [ 38 ] |
| 뮤온 중성미자 νμ | < 0.17        | 0    | [ 38 ] |
| 타우 τ−          | 1777          | −e   | [ 38 ] |
| 타우 중성미자 ντ | < 18.2        | 0    | [ 38 ] |

더 공식적으로는, 중성미자 맛깔 고유상태(생성 및 소멸 조합)는 중성미자 질량 고유상태(단순히 "1", "2", "3"으로 표기됨)와 같지 않다. 2024년 현재, 이 세 가지 중 어느 것이 가장 무거운지는 알려져 있지 않다. 중성미자 질량 위계는 두 가지 가능한 구성을 포함한다. 전하를 띤 렙톤의 질량 위계와 유사하게, 질량 2가 질량 3보다 가벼운 구성은 일반적으로 "정규 위계"라고 불리며, "역 위계"에서는 그 반대가 성립한다. 어느 것이 올바른지 확인하기 위한 몇 가지 주요 실험적 노력이 진행 중이다.
특정 맛깔 고유상태로 생성된 중성미자는 세 가지 질량 고유상태의 연관된 특정 양자 중첩에 존재한다. 세 질량은 너무 미세하게 달라서 어떤 실용적인 비행 경로 내에서도 실험적으로 구별할 수 없다. 생성된 순수 맛깔 상태에서 각 질량 상태의 비율은 맛깔에 따라 크게 달라지는 것으로 밝혀졌다. 맛깔과 질량 고유상태 간의 관계는 PMNS 행렬에 인코딩되어 있다. 실험들은 2016년 현재 이 행렬의 원소들에 대해 중간에서 낮은 정밀도 값을 확립했으며, 행렬 내의 단일 복소 위상은 거의 알려져 있지 않다.
질량이 0이 아니라는 것은 중성미자가 아주 작은 자기 모멘트를 가질 수 있다는 것을 의미한다. 만약 그렇다면, 중성미자는 전자기적으로 상호작용할 것이지만, 그들의 엄청난 속도를 고려할 때 아마 감지할 수 없을 것이다. 그러한 상호작용은 아직 관찰된 적이 없다.

### 맛깔 진동
중성미자는 비행 중에 다른 맛깔로 진동한다. 예를 들어, 베타 붕괴 반응에서 생성된 전자 중성미자는 먼 거리의 검출기에서 물 속에서 전자 또는 뮤온을 생성하는 중성미자의 맛깔로 정의되는 뮤온 또는 타우 중성미자로 상호작용할 수 있다. 이러한 진동은 생성된 맛깔의 세 가지 질량 상태 구성 요소가 약간 다른 속도로 이동하여 양자 역학적 파동 묶음이 세 가지 맛깔의 변화하는 중첩을 생성하는 방식에 영향을 미치는 상대적인 위상차를 발생시키기 때문에 발생한다. 각 맛깔 구성 요소는 중성미자가 이동함에 따라 진동하며, 맛깔은 상대적인 강도에서 다양하게 변한다. 중성미자가 상호작용할 때의 상대적인 맛깔 비율은 해당 맛깔의 상호작용이 해당 맛깔의 전하를 띤 렙톤을 생성할 상대적인 확률을 나타낸다.
중성미자가 질량이 없더라도 진동할 수 있는 다른 가능성도 있다. 만약 로런츠 대칭성이 정확한 대칭성이 아니라면, 중성미자는 로런츠 대칭성 위반 진동을 경험할 수 있다.

### 미케예프-스미르노프-울펜슈타인 효과
물질을 통과하는 중성미자는 일반적으로 투명한 물질을 통과하는 빛과 유사한 과정을 겪는다. 이 과정은 이온화 방사선을 생성하지 않으므로 직접 관찰할 수 없지만, 미케예프-스미르노프-울펜슈타인 효과를 발생시킨다. 중성미자 에너지의 극히 일부만이 물질로 전달된다.

### 반중성미자
각 중성미자에는 전하가 없고 반정수 스핀을 가진 해당 반입자인 반중성미자가 존재한다. 이들은 경입자수의 반대 부호와 반대 카이랄성 (결과적으로 반대 부호의 약한 아이소스핀)을 가짐으로써 중성미자와 구별된다. 2016년 현재, 다른 차이점에 대한 증거는 발견되지 않았다.
지금까지 광범위하고 지속적인 예외 탐색에도 불구하고, 관찰된 모든 렙톤 과정에서 총 렙톤 수의 변화는 없었다. 예를 들어, 초기 상태에서 총 렙톤 수가 0이면, 최종 상태에는 일치하는 렙톤과 반렙톤 쌍만 존재한다. 전자 중성미자는 최종 상태에서 양전자 (반전자) 또는 전자 반중성미자와 함께 나타나며, 전자 반중성미자는 전자 또는 전자 중성미자와 함께 나타난다.
반중성미자는 핵 베타 붕괴에서 베타 입자와 함께 생성된다 (베타 붕괴에서는 중성자가 양성자, 전자, 반중성미자로 붕괴한다). 지금까지 관찰된 모든 반중성미자는 오른손잡이 나선도를 가졌으며 (즉, 두 가지 가능한 스핀 상태 중 하나만 관찰되었다), 중성미자는 모두 왼손잡이였다. 그럼에도 불구하고 중성미자는 질량을 가지므로, 그들의 나선도는 기준틀에 따라 다르다. 따라서 입자 물리학자들은 나선도와 밀접하게 관련되어 있으며, 검출기에서 관찰할 수 있는 극상대론적 중성미자의 나선도와 실제적으로 동일한 카이랄성의 기준틀 독립적 속성으로 돌아갔다.
반중성미자는 대형 물탱크에 있는 양성자와의 상호작용 결과로 처음 감지되었다. 이것은 원자로 옆에 설치되어 반중성미자의 제어 가능한 공급원 역할을 했다(참조: 카원-라이너스 중성미자 실험). 전 세계 연구자들은 핵확산 방지 맥락에서 원자로 감시를 위한 반중성미자 사용 가능성을 조사하기 시작했다.

### 마요라나 질량
반중성미자와 중성미자는 중성 입자이므로 동일한 입자일 가능성이 있다. 중성 입자는 기존의 디랙 페르미온 대신 에토레 마요라나가 처음 개념을 제안한 마요라나 입자라고 불리는 다른 유형의 스핀 ⁠ 1 /2⁠ 입자일 수 있다. 중성미자의 경우 이 이론은 시소 메커니즘과 결합하여 중성미자 질량이 전자나 쿼크와 같은 다른 기본 입자의 질량에 비해 매우 작은 이유를 설명하는 데 사용될 수 있기 때문에 인기를 얻었다. 마요라나 중성미자는 중성미자와 반중성미자가 카이랄성으로만 구별될 수 있는 특성을 가질 것이다. 실험에서 중성미자와 반중성미자 사이의 차이로 관찰되는 것은 단순히 두 가지 가능한 카이랄성을 가진 한 입자 때문일 수 있다.
2019년 기준, 중성미자가 마요라나 입자인지 디랙 입자인지는 알려져 있지 않다. 이 속성은 실험적으로 테스트할 수 있다. 예를 들어, 중성미자가 실제로 마요라나 입자라면 경입자수 보존 위반의 증거가 될 중성미자 없는 이중 베타 붕괴와 같은 렙톤 수 위반 과정이 허용될 것이다. 반면 중성미자가 디랙 입자라면 허용되지 않을 것이다. GERDA, EXO, SNO+, CUORE 등 이 과정을 찾기 위한 여러 실험이 진행 중이거나 진행되었다. 우주 중성미자 배경은 중성미자가 마요라나 입자인지 여부를 조사하는 수단인데, 디랙 또는 마요라나의 경우 검출되는 우주 중성미자의 수가 달라야 하기 때문이다.

### 핵반응
중성미자는 핵과 상호작용하여 다른 핵으로 변환시킬 수 있다. 이 과정은 방사화학 중성미자 검출기에서 사용된다. 이 경우, 상호작용 확률을 추정하기 위해 표적 핵 내부의 에너지 준위와 스핀 상태를 고려해야 한다. 일반적으로 상호작용 확률은 핵 내부의 중성자와 양성자 수에 따라 증가한다.
자연 방사능 배경 속에서 중성미자 상호작용을 고유하게 식별하는 것은 매우 어렵다. 이러한 이유로 초기 실험에서는 식별을 용이하게 하기 위해 특별한 반응 채널을 선택했다. 즉, 물 분자 내 수소 핵 중 하나와 반중성미자의 상호작용이다. 수소 핵은 단일 양성자이므로, 더 무거운 핵에서 발생할 동시 핵 상호작용은 탐지 실험에서 고려할 필요가 없다. 원자로 바로 외부에 놓인 1세제곱미터의 물에서는 그러한 상호작용이 상대적으로 적게 기록될 수 있지만, 이 설정은 현재 원자로의 플루토늄 생산율을 측정하는 데 사용되고 있다.

### 유도 핵분열 및 기타 붕괴 현상
원자로에서 중성자가 하는 것과 거의 유사하게, 중성미자는 무거운 핵 내에서 핵분열 반응을 유도할 수 있다. 지금까지 이 반응은 실험실에서 측정되지 않았지만, 별과 초신성 내부에서 발생할 것으로 예측된다. 이 과정은 우주에서 관찰되는 동위원소의 풍부함에 영향을 미친다. 중수 검출기를 사용하는 서드버리 중성미자 관측소에서 중수소 핵의 중성미자 유도 분열이 관찰되었다.

### 종류
| 페르미온        | 기호  |
| 1세대           | 1세대 |
| --------------- | ----- |
| 전자 중성미자   | ν e   |
| 전자 반중성미자 | ν e   |
| 2세대           |       |
| 뮤온 중성미자   | ν μ   |
| 뮤온 반중성미자 | ν μ   |
| 3세대           |       |
| 타우 중성미자   | ν τ   |
| 타우 반중성미자 | ν τ   |

세 가지 알려진 중성미자 유형(맛깔)이 있다. 전자 중성미자 
ν
e, 뮤온 중성미자 
ν
μ, 그리고 타우 중성미자 
ν
τ이며, 표준 모형의 파트너 렙톤의 이름을 따서 명명되었다 (오른쪽 표 참조). 중성미자 유형의 수에 대한 현재 최고의 측정은 Z 보손의 붕괴를 관찰하여 얻어진다. 이 입자는 어떤 가벼운 중성미자와 그 반중성미자로 붕괴할 수 있으며, 가벼운 중성미자의 유형이 많을수록 Z 보손의 수명은 짧아진다. Z 수명 측정 결과 세 가지 가벼운 중성미자 맛깔이 Z와 결합한다는 것이 밝혀졌다. 표준 모형의 여섯 쿼크와 세 중성미자를 포함한 여섯 렙톤 사이의 대응 관계는 물리학자들의 직관에 따르면 정확히 세 가지 유형의 중성미자가 존재해야 한다는 것을 시사한다.

## 연구
다음과 같은 것을 찾고자 하는 중성미자 관련 활발한 연구 분야가 여러 가지 있다.
- 세 가지 중성미자 질량 값
- 렙톤 분야의 CP 위반 정도 (이는 렙토젠으로 이어질 수 있다)
- 렙톤 수 보존의 위반 증거가 될 중성미자 없는 이중 베타 붕괴와 같이 입자물리학의 표준 모형을 붕괴시킬 수 있는 물리학의 증거

### 인공 중성미자원 근처의 검출기
국제 과학 공동 연구는 중성미자 질량과 중성미자 맛깔 간의 진동의 크기 및 속도 값을 더 잘 제한하기 위해 핵 반응로 또는 입자 가속기에서 나오는 중성미자 빔 근처에 대형 중성미자 검출기를 설치한다. 이 실험들은 중성미자 분야에서 CP 위반의 존재, 즉 물리 법칙이 중성미자와 반중성미자를 다르게 취급하는지 여부를 탐색한다.
독일의 KATRIN 실험은 2018년 6월부터 전자 중성미자의 질량 값을 결정하기 위한 데이터를 수집하기 시작했으며, 이 문제에 대한 다른 접근 방식도 계획 중이다.

### 중력 효과
중성미자는 질량이 아주 작지만, 그 수가 너무 많아 그들의 중력이 우주의 다른 물질에 영향을 미칠 수 있다.
알려진 세 가지 중성미자 맛깔은 실험적으로 확립된 기본 입자 중에서 암흑물질의 유일한 후보이다. 특히, 그들은 뜨거운 암흑물질일 것이다. 그러나 현재 알려진 중성미자 유형은 우주 마이크로파 배경 관측에 기반하여 암흑물질의 상당 부분을 구성하는 것으로 본질적으로 배제되었다. 더 무겁고, 비활성 중성미자가 존재한다면 따뜻한 암흑물질을 구성할 수 있을 가능성은 여전히 남아 있다.

### 비활성 중성미자 탐색
다른 연구들은 비활성 중성미자의 증거를 찾고 있다. 비활성 중성미자는 알려진 세 가지 중성미자 맛깔처럼 물질과 상호작용하지 않는 네 번째 중성미자 맛깔이다. 비활성 중성미자의 가능성은 위에서 설명한 Z 보손 붕괴 측정에 영향을 받지 않는다. 만약 그들의 질량이 Z 보손 질량의 절반보다 크다면, 그들은 붕괴 산물이 될 수 없었을 것이다. 따라서 Z 보손 붕괴에서 감지되지 않았다는 것과 일치하려면, 무거운 비활성 중성미자는 최소 45.6GeV의 질량을 가져야 할 것이다.
이러한 입자의 존재는 실제로 LSND 실험의 실험 데이터에 의해 암시된다. 반면에, 현재 진행 중인 MiniBooNE 실험은 비활성 중성미자가 실험 데이터를 설명하는 데 필요하지 않다고 제안했지만, 이 분야의 최신 연구는 계속 진행 중이며 MiniBooNE 데이터의 이상 현상은 비활성 중성미자를 포함한 이국적인 중성미자 유형을 허용할 수 있다. 2011년 Institut Laue-Langevin의 참조 전자 스펙트럼 데이터에 대한 재분석 또한 네 번째의 가벼운 비활성 중성미자를 암시했다. 2011년 발견에 의해 촉발되어, 이후 원자로에서 아주 가까운 거리에서 여러 실험이 비활성 중성미자를 찾기 위해 진행되었다. 대부분은 가벼운 비활성 중성미자의 존재를 배제할 수 있었지만, 통합된 결과는 모호하다.
2010년에 발표된 분석에 따르면, 우주 마이크로파 배경 복사의 윌킨슨 마이크로파 비등방성 탐색기 데이터는 세 가지 또는 네 가지 유형의 중성미자와 호환된다.

### 중성미자 없는 이중 베타 붕괴 탐색
또 다른 가설은 "중성미자 없는 이중 베타 붕괴"에 관한 것으로, 만약 이 현상이 존재한다면 렙톤 수 보존을 위반할 것이다. 이 메커니즘을 찾기 위한 탐색이 진행 중이지만 아직 증거는 발견되지 않았다. 만약 발견된다면, 현재 반중성미자라고 불리는 것이 진정한 반입자가 아닐 수 있다.

### 우주선 중성미자
우주선 중성미자 실험은 중성미자의 본질과 그들을 생성하는 우주적 원천을 연구하기 위해 우주에서 오는 중성미자를 감지한다.

### 속도
중성미자가 진동하는 것으로 밝혀지기 전에는 일반적으로 질량이 없으며 빛의 속력(c)으로 전파된다고 가정되었다. 특수 상대성이론에 따르면, 중성미자의 속도 문제는 그들의 질량과 밀접하게 관련되어 있다. 중성미자가 질량이 없다면 빛의 속도로 이동해야 하며, 질량이 있다면 빛의 속도에 도달할 수 없다. 중성미자의 질량이 매우 작기 때문에 예측되는 속도는 모든 실험에서 빛의 속도에 극도로 가깝고, 현재의 검출기는 예상되는 차이에 민감하지 않다.
또한, 양자 중력의 로런츠 대칭성 위반 변형 중 일부는 중성미자가 빛보다 빠르게 이동하는 것을 허용할 수 있다. 로런츠 대칭성 위반에 대한 포괄적인 틀은 표준 모형 확장 (SME)이다.
중성미자 속도의 첫 번째 측정은 1980년대 초 펄스형 파이 중간자 빔(펄스형 양성자 빔이 표적에 충돌하여 생성됨)을 사용하여 이루어졌다. 파이 중간자는 붕괴하여 중성미자를 생성했고, 일정 시간 창 내에서 검출기에서 관찰된 중성미자 상호작용은 빛의 속도와 일치했다. 이 측정은 2007년 MINOS 검출기를 사용하여 반복되었는데, 3GeV 중성미자의 속도가 99% 신뢰 수준에서 0.999976 c와 1.000126 c 사이임을 발견했다. 중앙값인 1.000051 c는 빛의 속도보다 높지만, 불확실성을 고려하면 정확히 c 또는 약간 낮은 속도와도 일치한다. 이 측정은 뮤온 중성미자 질량의 상한을 99% 신뢰도로 50 MeV로 설정했다. 2012년 프로젝트 검출기가 업그레이드된 후, MINOS는 초기 결과를 정제하여 빛의 속도와 일치함을 발견했으며, 중성미자와 빛의 도달 시간 차이는 −0.0006%±0.0012%였다.
훨씬 더 큰 규모로 초신성 1987A(SN 1987A)에서도 유사한 관측이 이루어졌다. 초신성에서 방출된 10MeV 에너지의 반중성미자가 중성미자의 빛의 속도와 일치하는 시간 창 내에서 감지되었다. 지금까지 모든 중성미자 속도 측정은 빛의 속도와 일치한다.

#### 초광속 중성미자 결함
2011년 9월, OPERA 공동연구단은 그들의 실험에서 17GeV와 28GeV 중성미자의 속도가 빛의 속도를 초과한다는 계산 결과를 발표했다. 2011년 11월, OPERA는 각 감지된 중성미자의 속도를 개별적으로 결정할 수 있도록 변경하여 실험을 반복했다. 결과는 동일한 초광속 속도를 보여주었다. 2012년 2월, 중성미자의 출발 및 도착 시간을 측정하는 원자 시계 중 하나에 연결된 느슨한 광섬유 케이블로 인해 결과가 발생했을 수 있다는 보고가 나왔다. ICARUS에 의한 동일한 실험실에서의 독립적인 재현은 중성미자의 속도와 빛의 속도 사이에 감지할 수 있는 차이가 없음을 발견했다.

### 질량

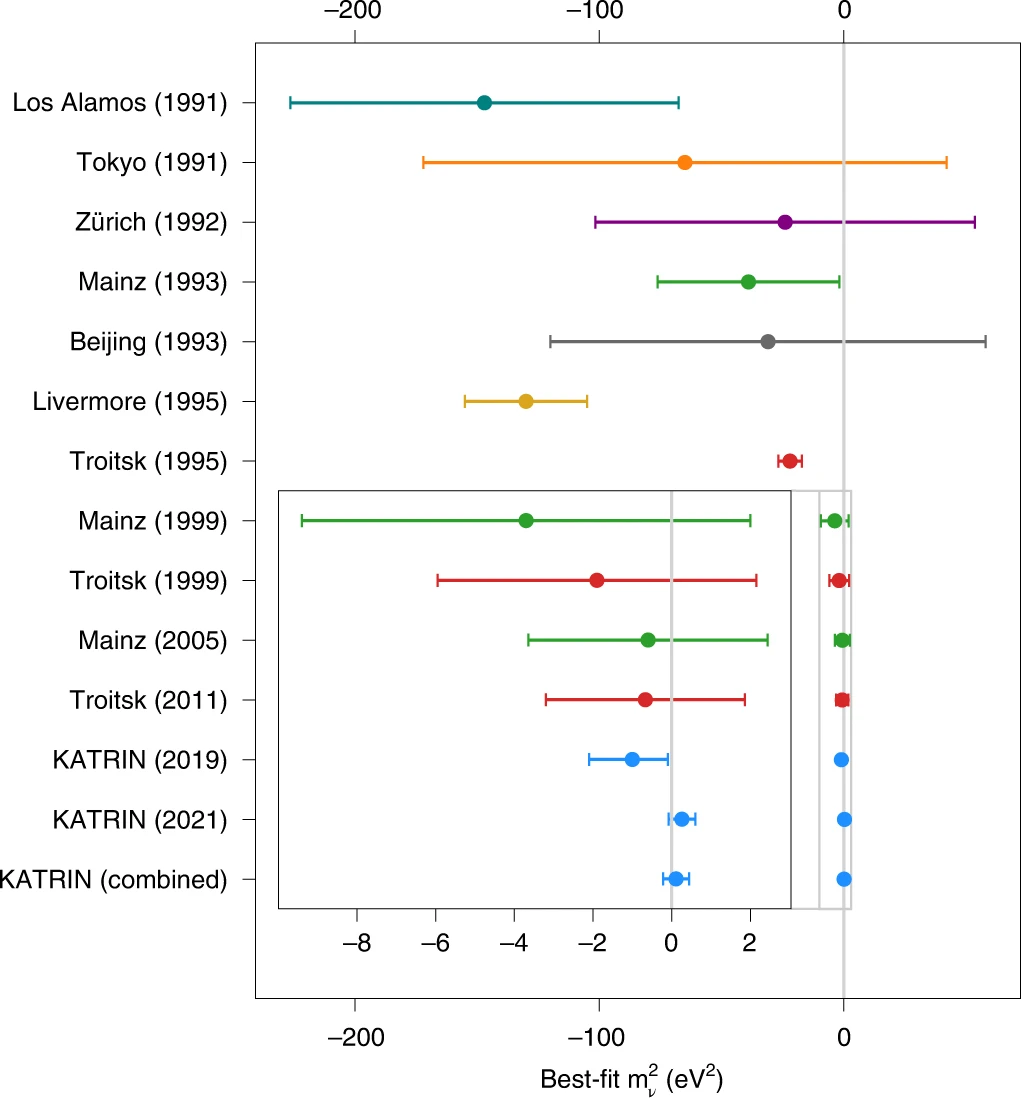
다양한 실험에 따른 중성미자 질량 측정의 타임라인

입자물리학의 표준 모형은 중성미자가 질량이 없다고 가정했다. 중성미자 맛깔 상태와 중성미자 질량 상태를 혼합하는 ((CKM 혼합과 유사한) 실험적으로 확립된 중성미자 진동 현상은 중성미자가 0이 아닌 질량을 가져야 한다. 질량을 가진 중성미자는 원래 1950년대 브루노 폰테코르보에 의해 고안되었다. 그 질량을 수용하기 위해 기본 틀을 확장하는 것은 오른손잡이 라그랑주를 추가함으로써 간단하게 할 수 있다.
중성미자 질량을 설명하는 방법은 두 가지가 있으며, 일부 제안에서는 둘 다 사용한다.
- 다른 기본 표준 모형 페르미온처럼 질량이 디랙 메커니즘에 의해 생성된다면, 프레임워크는 SU(2) 단일항인 추가적인 오른손잡이 카이랄 성분을 필요로 할 것이다. 이 성분은 힉스 이중항의 중성 성분과 재래식 유카와 상호작용을 가질 것이지만, 그렇지 않으면 표준 모형 입자와 상호작용이 없을 것이다.
- 또는 질량은 마요라나 메커니즘에 의해 생성될 수 있으며, 이는 중성미자와 반중성미자가 동일한 입자여야 함을 요구할 것이다.

중성미자 질량에 대한 엄격한 상한은 우주론에서 온다. 대폭발 모델은 우주 마이크로파 배경 복사에서 중성미자 수와 광자 수 사이에 고정된 비율이 있다고 예측한다. 만약 세 가지 유형의 중성미자 총 질량이 중성미자당 평균 50 eV/c2를 초과하면, 우주에 너무 많은 질량이 존재하여 붕괴할 것이다. 이 한계는 중성미자가 불안정하다고 가정함으로써 회피할 수 있지만, 표준 모형 내에서 이를 어렵게 만드는 한계가 있다. 훨씬 더 엄격한 제약은 우주 마이크로파 배경 복사, 은하 탐사, 라이먼-알파 숲과 같은 우주론적 데이터의 세심한 분석에서 나온다. WMAP 마이크로파 우주 망원경의 데이터 분석 결과, 세 중성미자 종의 질량 합이 0.3 eV/c2보다 작아야 한다는 것을 발견했다. 2018년 플랑크 공동연구단은 CMB 총 강도, 편광 및 중력 렌즈 관측과 은하 탐사 및 팬시온의 초신성 측정에서 얻은 바리온 음향 진동 측정값을 결합하여 0.11 eV/c2의 더 강력한 한계를 발표했다. SDSS-IV eBOSS 탐사에서 적색편이 공간 왜곡 측정값을 추가한 2021년 재분석에서는 더욱 엄격한 상한인 0.09 eV/c2를 얻었다. 그러나 플랑크와 비슷한 오차 막대를 가진 몇몇 지상 망원경은 중성미자 질량 합에 대해 더 높은 값을 선호하여 데이터 세트 간의 일부 불일치를 나타낸다.
2015년 노벨 물리학상은 중성미자가 질량을 가진다는 것을 증명하는 중성미자 진동의 실험적 발견으로 가지타 다카아키와 아서 B. 맥도널드에게 수여되었다.
1998년 슈퍼 가미오칸데 중성미자 검출기에서의 연구 결과는 중성미자가 한 맛깔에서 다른 맛깔로 진동할 수 있다는 것을 밝혀냈으며, 이는 중성미자가 0이 아닌 질량을 가져야 한다는 것을 의미한다. 이는 중성미자가 질량을 가진다는 것을 보여주지만, 절대 중성미자 질량 스케일은 아직 알려져 있지 않다. 이는 중성미자 진동이 질량 제곱의 차이에만 민감하기 때문이다. 2020년 현재, 질량 고유상태 1과 2의 질량 제곱 차이의 최적 적합 값은 |Δm212| = 0.000074 (eV/c2)2이고, 고유상태 2와 3의 질량 제곱 차이의 최적 적합 값은 |Δm322| = 0.00251 (eV/c2)2이다. |Δm322|는 두 제곱 질량의 차이이므로, 그 중 적어도 하나는 이 값의 제곱근 이상의 값을 가져야 한다. 따라서 적어도 하나의 중성미자 질량 고유상태는 최소 0.05 eV/c2의 질량을 가진다.
현재 여러 가지 노력으로 특히 핵 베타 붕괴를 사용하여 실험실에서 절대 중성미자 질량 스케일을 직접 결정하려 한다. 유효 전자 중성미자 질량의 상한은 삼중수소의 베타 붕괴에서 나온다. 마인츠 중성미자 질량 실험은 95% 신뢰 수준에서 m < 2.2 eV/c2의 상한을 설정했다. 2018년 6월부터 KATRIN 실험은 삼중수소 붕괴에서 0.2 eV/c2와 2 eV/c2 사이의 질량을 찾고 있다. 2022년 2월의 상한은 2019년 KATRIN의 이전 캠페인과 결합하여 90% CL에서 mν < 0.8 eV/c2이다.
2010년 5월 31일, OPERA 연구자들은 뮤온 중성미자 빔에서 최초의 타우 중성미자 후보 이벤트를 관찰했으며, 이는 중성미자에서 이러한 변환이 처음 관찰된 것으로, 그들이 질량을 가지고 있다는 추가적인 증거를 제공했다.
중성미자가 마요라나 입자라면, 특정 핵의 중성미자 없는 이중 베타 붕괴의 반감기를 찾아 질량을 계산할 수 있다. 중성미자의 마요라나 질량에 대한 현재 가장 낮은 상한은 KamLAND-Zen에 의해 설정되었다: 0.060–0.161 eV/c2.

### 카이랄성
실험 결과에 따르면, 오차 범위 내에서 생성되고 관찰된 모든 중성미자는 왼손잡이 나선도(운동량에 반평행한 스핀)를 가지며, 모든 반중성미자는 오른손잡이 나선도를 가진다. 질량이 0인 극한에서는 이는 두 가지 가능한 카이랄리티 중 하나만 각 입자에 대해 관찰된다는 것을 의미한다. 이들은 표준 모형의 입자 상호작용에 포함된 유일한 카이랄리티이다.
그들의 상대방(오른손잡이 중성미자와 왼손잡이 반중성미자)이 단순히 존재하지 않을 수도 있다. 만약 존재한다면, 그들의 속성은 관찰 가능한 중성미자 및 반중성미자와 상당히 다르다. 이들은 매우 무겁거나 ((시소 메커니즘 참조) GUT 스케일 정도), 약한 상호작용에 참여하지 않거나 (이른바 비활성 중성미자s), 또는 둘 다라고 이론화된다.
중성미자 질량이 0이 아니라는 사실은 상황을 다소 복잡하게 만든다. 중성미자는 약한 상호작용에서 카이랄성 고유상태로 생성된다. 질량을 가진 입자의 카이랄성은 운동 상수가 아니며, 나선도는 운동 상수이지만 카이랄성 연산자는 나선도 연산자와 고유상태를 공유하지 않는다. 자유 중성미자는 왼손잡이 및 오른손잡이 나선도 상태의 혼합물로 전파되며, 혼합 진폭은 ⁠ mν /E⁠  정도이다. 이는 실험에 큰 영향을 미치지 않는데, 관련된 중성미자는 거의 항상 극상대론적이며, 따라서 혼합 진폭은 거의 0에 가깝기 때문이다. 실질적으로, 그들은 너무 빨리 이동하고 그들의 정지 프레임에서는 시간이 너무 느리게 흘러 어떤 관찰 가능한 경로에서도 변할 시간이 충분하지 않다. 예를 들어, 대부분의 태양 중성미자는 0.1 MeV에서 1 MeV 정도의 에너지를 가지며, 결과적으로 그들 중 "잘못된" 나선도를 가진 중성미자의 비율은 10−10을 초과할 수 없다.

### GSI 이상
스토리지 링을 순환하는 무거운 고전하 이온의 붕괴율에 대한 일련의 예상치 못한 실험 결과가 설득력 있는 설명을 찾기 위한 이론적 활동을 촉발했다. 관찰된 현상은 GSI 헬름홀츠 중이온 연구소의 시설인 다름슈타트의 GSI에서 일어났기에 GSI 이상으로 알려져 있다.
약 40초와 200초의 반감기를 가진 두 가지 방사성 종의 약한 붕괴율이 약 7초의 주기를 가진 상당한 진동 변조를 보이는 것으로 밝혀졌다. 붕괴 과정에서 전자 중성미자가 생성되므로, 관찰된 진동 속도에 대한 일부 제안된 설명은 새로운 또는 변경된 중성미자 특성을 제안한다. 맛깔 진동과 관련된 아이디어는 회의적인 반응을 얻었다. 나중 제안은 중성미자 질량 고유상태 간의 차이를 기반으로 한다.

## 원천

### 인공

#### 원자로 중성미자
원자로는 사람이 만들어내는 주요 중성미자 원천이다. 원자로 에너지의 대부분은 핵분열(원자로의 주요 핵분열성 동위원소는 우라늄-235, 우라늄-238, 플루토늄-239, 플루토늄-241이다)을 통해 생성되며, 그 결과 생성된 중성자 풍부 핵종은 빠르게 추가 베타 붕괴를 겪는다. 각 붕괴는 하나의 중성자를 양성자와 전자로 변환시키고 전자 반중성미자를 방출한다. 이러한 후속 붕괴를 포함하면, 평균적인 핵분열은 약 200 MeV의 에너지를 방출하며, 이 중 약 95.5%는 열로 핵에 남아있고, 약 4.5% (약 9 MeV)는 반중성미자 형태로 방출된다. 열출력 4000 MW의 일반적인 원자로의 경우, 핵분열 원자로부터의 총 전력 생산량은 실제로 4185 MW이며, 이 중 185 MW는 반중성미자 복사로 방출되어 공학적으로 나타나지 않는다. 이는 185 MW의 핵분열 에너지가 이 원자로에서 손실되어 터빈을 작동시키는 데 사용할 수 있는 열로 나타나지 않는다는 것을 의미한다. 왜냐하면 반중성미자는 모든 건축 자재를 사실상 상호작용 없이 통과하기 때문이다.
반중성미자 에너지 스펙트럼은 핵연료가 연소되는 정도에 따라 달라지지만 (플루토늄-239 핵분열 반중성미자는 평균적으로 우라늄-235 핵분열 반중성미자보다 에너지가 약간 더 높다), 일반적으로 핵분열에서 발생하는 감지 가능한 반중성미자는 약 3.5에서 4 MeV 사이의 피크 에너지를 가지며, 최대 에너지는 약 10 MeV이다. 저에너지 반중성미자의 플럭스를 측정하는 확립된 실험 방법은 없지만, 문턱이 없는 CEνNS 상호작용을 통한 저에너지 중성미자 탐지 능력을 시연하는 실험이 진행 중이다. 1.8 MeV 이상의 에너지를 가진 반중성미자만이 역 베타 붕괴를 유발하여 명확하게 식별될 수 있다 (아래 § 감지 참조).
원자로에서 나오는 모든 반중성미자의 약 3%는 이 문턱값 이상의 에너지를 가지고 있는 것으로 추정된다. 따라서 평균적인 원자력 발전소는 초당 문턱값 이상의 1020개 이상의 반중성미자를 생성하지만, 문턱값 이하의 훨씬 더 많은 수 (97% / 3% ≈ 30배)도 생성한다. 이 저에너지 반중성미자는 현재 검출기 기술로는 보이지 않는다.

#### 가속기 중성미자
일부 입자 가속기는 중성미자 빔을 만드는 데 사용되었다. 이 기술은 양성자를 고정된 표적에 충돌시켜 전하를 띤 파이 중간자나 케이온을 생성하는 것이다. 이 불안정한 입자들은 자기적으로 긴 터널로 집중되어 비행 중에 붕괴한다. 붕괴하는 입자의 상대론적 부스트 때문에 중성미자는 등방적으로가 아니라 빔으로 생성된다. 뮤온 붕괴를 통해 중성미자가 생성되는 가속기 시설을 설계하려는 노력이 진행 중이다. 이러한 설정은 일반적으로 중성미자 공장으로 알려져 있다.

#### 충돌기 중성미자
다른 인공적인 원천과 달리, 충돌기는 모든 맛깔의 중성미자와 반중성미자를 매우 높은 에너지로 생산한다. 충돌기 중성미자의 첫 번째 직접 관측은 2023년 대형 강입자 충돌기의 FASER 실험에 의해 보고되었다.

#### 핵무기
프레더릭 라이너스와 클라이드 코원은 핵무기가 매우 많은 양의 중성미자를 생산할 것이라고 짐작했지만, 폭발의 짧은 시간 척도로 인해 탐지가 불가능할 것이라고 결론 내렸다. 그들은 대신 원자로를 가능한 원천으로 주목했다. 로스앨러모스 물리 분과장 J.M.B. 켈로그는 핵분열 원자로가 더 나은 대안이라고 권장했다. 핵분열 무기는 반중성미자(핵분열 과정에서)를 생산하고, 핵융합 무기는 중성미자(핵융합 과정에서)와 반중성미자(초기 핵분열 폭발에서)를 모두 생산한다.

### 지질학적

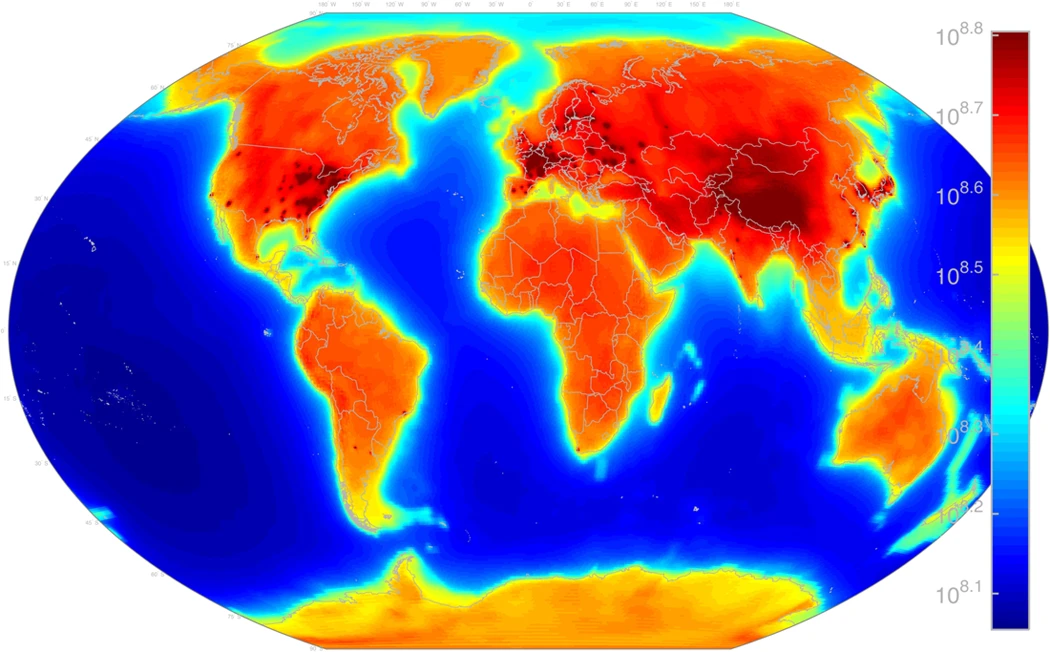
AGM2015: 지구 지각과 맨틀의 자연 우라늄-238과 토륨-232 붕괴에서 발생하는 지구 중성미자와 전 세계 발전용 원자로에서 방출되는 인공 원자로 반중성미자를 결합한 전 세계 반중성미자 플럭스 지도

중성미자는 자연 자연방사선과 함께 생성된다. 특히, 우라늄-238 및 토륨-232 동위원소와 칼륨-40의 붕괴 사슬에는 반중성미자를 방출하는 베타 붕괴가 포함된다. 이러한 지오뉴트리노라고 불리는 중성미자는 지구 내부에 대한 귀중한 정보를 제공할 수 있다. 지오뉴트리노에 대한 첫 번째 증거는 2005년 KamLAND 실험에서 발견되었으며, 업데이트된 결과는 KamLAND 및 Borexino에 의해 제시되었다. 지오뉴트리노 측정의 주요 배경은 원자로에서 오는 반중성미자이다.

표준 태양 모델의 태양 중성미자 (양성자-양성자 연쇄 반응)

### 대기권
대기 중성미자는 지구 대기의 원자핵과 우주선이 상호작용하여 입자 샤워를 생성함으로써 발생하며, 이들 중 다수는 불안정하여 붕괴할 때 중성미자를 생성한다. 1965년 인도 콜라 금광의 지하 실험실에서 타타 기초 연구소(인도), 오사카 시립 대학(일본), 더럼 대학교(영국)의 입자 물리학자 공동연구단이 최초로 우주선 중성미자 상호작용을 기록했다.

### 태양
태양 중성미자는 태양과 다른 별들의 에너지원인 핵융합에서 기원한다.
태양의 작동 방식에 대한 자세한 내용은 표준 태양 모델에 의해 설명된다. 간단히 말하면, 네 개의 양성자가 융합하여 하나의 헬륨 핵이 될 때, 그 중 두 개는 중성자로 변환되어야 하며, 각 변환은 하나의 전자 중성미자를 방출한다.
태양은 엄청난 수의 중성미자를 모든 방향으로 보낸다. 매 초마다 약 650억 (6.5×1010)개의 태양 중성미자가 태양 방향에 수직인 지구 표면의 모든 제곱센티미터를 통과한다. 중성미자는 지구의 질량에 의해 미미하게 흡수되므로, 태양 반대편 지구 표면은 태양을 향하는 쪽과 거의 같은 수의 중성미자를 받는다.

### 초신성

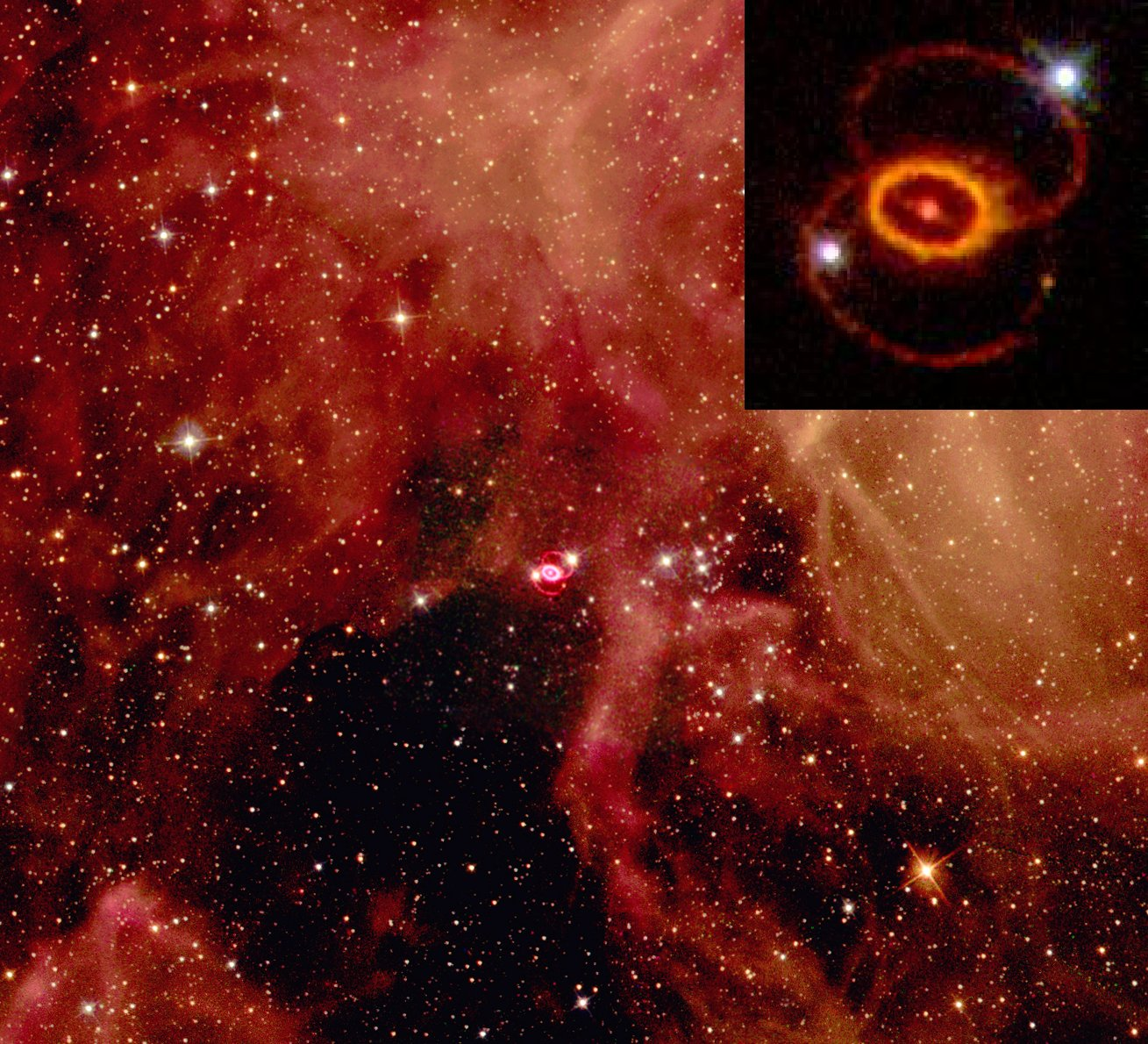
SN 1987A

콜게이트 & 화이트 (1966)는 중성미자가 거대 별의 붕괴 과정에서 방출되는 중력 에너지의 대부분을 가져간다고 계산했으며, 이 사건들은 현재 Ib형 및 Ic형과 II형 초신성으로 분류된다. 이러한 별들이 붕괴할 때, 핵의 물질 밀도는 너무 높아져 (1017 kg/m3) 전자의 축퇴압만으로는 양성자와 전자가 결합하여 중성자와 전자 중성미자를 형성하는 것을 막을 수 없게 된다. 만 (1997)은 새로 형성된 중성자 핵의 열에너지 (1000억 켈빈)가 중성미자-반중성미자 쌍의 형태로 모든 맛깔에서 소산되는 것이 두 번째로 더 풍부한 중성미자 원천임을 발견했다.
콜게이트와 화이트의 초신성 중성미자 생성 이론은 1987년 SN 1987A에서 중성미자가 감지되면서 확인되었다. 물 기반 검출기인 가미오칸데 II와 IMB는 각각 11개와 8개의 열 기원 반중성미자(렙톤수 = -1)를 감지했으며, 섬광체 기반 검출기인 바크산은 13초 미만의 짧은 폭발에서 5개의 열 또는 전자 포획 기원 중성미자(렙톤수 = +1)를 발견했다. 초신성에서 온 중성미자 신호는 예상대로 첫 전자기 복사가 도착하기 몇 시간 전에 지구에 도달했는데, 이는 후자가 충격파와 함께 발생한다는 명백한 사실 때문이다. 일반 물질과의 상호작용이 극도로 미약하여 중성미자는 폭발하는 별의 요동치는 질량을 통과할 수 있었지만, 전자기 광자는 속도가 느려졌다.
중성미자는 물질과 거의 상호작용하지 않기 때문에, 초신성에서 방출되는 중성미자가 폭발의 가장 깊은 지역에 대한 정보를 전달한다고 생각된다. 가시광선의 대부분은 초신성 충격파에 의해 생성된 방사성 원소의 붕괴에서 나오며, 폭발 자체에서 나오는 빛조차도 밀도가 높고 난류적인 가스에 의해 산란되어 지연된다. 중성미자 폭발은 가시광선, 감마선, 전파를 포함한 어떤 전자기파보다 먼저 지구에 도달할 것으로 예상된다. 전자기파 도착의 정확한 시간 지연은 충격파의 속도와 별의 바깥층 두께에 따라 달라진다. II형 초신성의 경우, 천문학자들은 항성핵 붕괴 후 몇 초 내에 중성미자 폭발이 방출될 것으로 예상하며, 첫 전자기 신호는 폭발 충격파가 별의 표면에 도달할 시간을 가진 후 몇 시간 뒤에 나타날 수 있다. 초신성 조기 경보 시스템 프로젝트는 중성미자 검출기 네트워크를 사용하여 잠재적인 초신성 사건을 감시한다. 중성미자 신호는 우리 은하 내에서 별이 폭발할 때 유용한 사전 경고를 제공할 것이다.
중성미자는 초신성의 바깥 가스를 산란시키지 않고 통과하지만, 여기서 중성미자조차도 상당한 정도로 산란한다는 증거와 함께 더 깊은 초신성 핵에 대한 정보를 제공한다. 초신성 핵 내부의 밀도는 중성자별의 밀도와 같으며(이 유형의 초신성에서 형성될 것으로 예상됨), 일부 중성미자를 지연시켜 중성미자 신호의 지속 시간에 영향을 미칠 만큼 충분히 커진다. SN 1987A에서 온 13초 길이의 중성미자 신호는 방해받지 않는 중성미자가 초신성의 중성미자 생성 핵을 통과하는 데 걸리는 시간보다 훨씬 더 길게 지속되었으며, SN 1987A의 핵은 직경이 불과 3,200km로 예상되었다.
계수된 중성미자의 수도 총 중성미자 에너지가 2.2×1046 줄이라는 것과 일치했으며, 이는 초신성의 총 에너지 거의 전부로 추정되었다.
평균적인 초신성의 경우 약 1057개(10^57)의 중성미자가 방출되지만, 지구 기반 검출기에서 실제로 감지되는 수 {\displaystyle N}은 훨씬 적으며, 다음과 같은 수준이다.
{\displaystyle N\sim 10^{4}\left({\frac {M}{25\,{\mathsf {kton}}}}\right)\left({\frac {10\,{\mathsf {kpc}}}{d}}\right)^{2},}
여기서 {\displaystyle M}은 검출기의 질량(예: 슈퍼 가미오칸데는 50kton의 질량을 가짐)이고 {\displaystyle d}는 초신성까지의 거리이다.
따라서 실제로는 우리 은하 내 또는 근처의 초신성에서 발생하는 중성미자 폭발만 감지할 수 있을 것이다. 개별 초신성에서 발생하는 중성미자 외에도, 우주의 모든 초신성에서 발생하는 확산 초신성 중성미자 배경도 감지할 수 있어야 한다.

### 초신성 잔해
초신성 중성미자의 에너지는 수 MeV에서 수십 MeV 범위에 이른다. 우주선 (물리)이 가속되는 장소는 초신성 폭발로 남겨진 난류성 가스 환경에서 생성되어 최소 100만 배 더 높은 에너지의 중성미자를 생산할 것으로 예상된다. 이것이 초신성잔해이다. 우주선의 기원은 바데와 츠비키에 의해 초신성으로 귀결되었고, 이 가설은 긴즈부르크와 시로바츠키에 의해 초신성 잔해에 기인하는 것으로 정제되었으며, 그들은 초신성 잔해의 가속 효율이 약 10%라면 우리 은하의 우주선 손실이 보상된다는 결정적인 언급으로 그들의 주장을 뒷받침했다. 긴즈부르크와 시로바츠키의 가설은 엔리코 페르미가 처음 그린 이론적 그림과 일치하는 초신성 잔해에서 발생하는 "충격파 가속"이라는 특정 메커니즘에 의해 뒷받침되며, 관측 데이터로부터 지지를 받고 있다. 매우 고에너지 중성미자는 아직 관찰되지 않았지만, 이 중성미자 천문학 분야는 이제 막 시작 단계이다. 우리 은하에서 매우 고에너지 중성미자를 관찰하는 것을 목표로 하는 주요 기존 또는 예정 실험은 바이칼, AMANDA, 아이스큐브, ANTARES, NEMO, 그리고 네스토르이다. 관련 정보는 초고에너지 감마선 관측소인 VERITAS, HESS, MAGIC에서 제공한다. 실제로, 우주선의 충돌은 전하를 띤 파이온을 생성하고, 이 파이온의 붕괴는 중성미자를 생성하며, 중성 중성미자와 감마선은 초신성 잔해의 환경에 의해 투명하게 통과한다.
은하계 외부 우주선 상호작용으로 발생하는 훨씬 더 고에너지 중성미자는 피에르 오제르 관측소 또는 ANITA라는 전용 실험을 통해 관찰될 수 있다.

### 대폭발
대폭발 후 남겨진 우주 마이크로파 배경 복사처럼, 우리 우주에는 저에너지 중성미자의 배경이 존재한다고 생각된다. 1980년대에는 이것이 우주에 존재한다고 생각되는 암흑물질에 대한 설명일 수 있다고 제안되었다. 중성미자는 대부분의 다른 암흑물질 후보에 비해 한 가지 중요한 이점이 있다. 그들은 존재한다는 것이 알려져 있다. 이 아이디어는 또한 심각한 문제를 가지고 있다.
입자 실험에서 중성미자는 매우 가볍다는 것이 알려져 있다. 이는 중성미자가 빛의 속력에 가까운 속도로 쉽게 이동한다는 것을 의미한다. 이러한 이유로, 중성미자로 이루어진 암흑물질은 "뜨거운 암흑물질"이라고 불린다. 문제는 중성미자가 빠르게 움직이기 때문에 우주론적 팽창이 그들을 응집하기에 충분히 차갑게 만들기 전에 우주에 고르게 퍼져 나가는 경향이 있다는 것이다. 이는 중성미자로 이루어진 암흑물질 부분이 흐트러져 우리가 보는 거대한 은하 구조를 유발할 수 없게 만들 것이다.
이러한 은하들과 은하군 및 은하단은 은하에서 탈출하기에는 충분히 빠르지 않은 암흑물질로 둘러싸여 있는 것으로 보인다. 아마도 이 물질이 은하 형성의 중력 핵을 제공했을 것이다. 이는 중성미자가 전체 암흑물질의 상당 부분을 구성할 수 없음을 의미한다.
우주론적 논증에 따르면, 유물 배경 중성미자는 질량이 없다면 유형당 입방 센티미터당 56개, 온도 1.9 K (1.7×10−4 eV)의 밀도를 가질 것으로 추정되며, 질량이 0.001 eV/c2를 초과한다면 훨씬 더 차가울 것이다. 그 밀도가 상당히 높음에도 불구하고, 그들의 에너지가 대부분의 탐지 방법의 문턱값 아래에 있고, sub-eV 에너지에서 중성미자 상호작용 단면적이 극도로 낮기 때문에 아직 실험실에서 관찰되지 않았다. 대조적으로, 더 높은 에너지로 방출되는 보론-8 태양 중성미자는 유물 중성미자보다 공간 밀도가 약 6 자릿수 낮음에도 불구하고 확실히 탐지되었다.

## 감지
중성미자는 전하를 띠지 않기 때문에 통과하는 물질을 이온화시키지 않으므로 직접 감지하기가 극도로 어렵다. 그러나 그들은 약한 전하를 띠고 있으므로 약한 상호작용을 통해 물질과 상호작용할 수 있으며, 이는 전하 및 중성 흐름 형태로 나타난다. 그러나 그 짧은 범위와 약한 결합으로 인해 이러한 상호작용은 극히 드물다.
반중성미자는 1950년대에 원자로 근처에서 처음 감지되었다. 라이너스와 코원은 염화 카드뮴 용액이 들어있는 두 개의 표적을 사용했다. 두 개의 섬광 검출기가 카드뮴 표적 옆에 놓였다. 1.8 MeV 이상의 에너지를 가진 반중성미자는 물 속의 양성자와 상호작용하여 양전자와 중성자를 생성하는 전류 상호작용을 일으켰는데, 이는 일반적으로 역베타 붕괴로 알려져 있다. 이것은 양전자 방출 붕괴와 매우 흡사하며, 에너지가 양성자를 중성자로 변환하는 데 사용되고 양전자(
e+
)와 전자 중성미자(
ν
e)가 방출된다.
코원-라이너스 실험에서는 방출되는 중성미자 대신 원자로에서 들어오는 반중성미자(
ν
e)가 양성자와 상호작용한다.
그 결과 검출기 물질 내의 전자에 의한 양전자 쌍소멸로 약 0.5 MeV의 에너지를 가진 광자가 생성되었다. 일치하는 광자 쌍은 표적의 위와 아래에 있는 두 개의 섬광 검출기로 감지될 수 있었다. 중성자는 카드뮴 핵에 포획되어 약 8 MeV의 감마선을 생성했으며, 이는 양전자 쌍소멸 사건으로 인한 광자로부터 몇 마이크로초 후에 감지되었다.
그 이후로 다양한 감지 방법이 사용되어 왔다. 슈퍼 가미오칸데는 광전 증폭관으로 둘러싸인 거대한 물통으로, 들어오는 중성미자가 물속에서 전자나 뮤온을 생성할 때 방출되는 체렌코프 효과를 감시한다. 서드버리 중성미자 관측소도 비슷하지만 중수를 감지 매체로 사용했는데 이는 동일한 효과를 사용하지만 어떤 맛깔 중성미자든 중수소의 광해리를 추가 반응으로 허용하여 자유 중성자를 생성하고, 이 중성자는 염소 포획 후 감마선을 통해 감지된다. 다른 검출기들은 대량의 염소 또는 갈륨으로 구성되어 있으며, 주기적으로 전자 중성미자가 원래 물질과 상호작용하여 생성되는 과량의 아르곤 또는 저마늄을 확인한다. MINOS는 광전 증폭관에 연결된 고체 플라스틱 섬광체를 사용했고, Borexino는 역시 광전 증폭관으로 감시되는 액체 사이멘 섬광체를 사용하며, NOνA 검출기는 애벌랜치 포토다이오드로 감시되는 액체 섬광체를 사용한다. 아이스큐브 중성미자 관측소는 남극 빙상의 남극 근처에 1 km3의 얼음을 사용하며, 부피 전체에 광전 증폭관이 분포되어 있다.
더 이국적인 방식으로는 일부 실험(예: COHERENT 및 CONUS)이 중성미자와 전체 핵의 중성 전류 상호작용인 CEνNS 상호작용을 활용하여 역베타 붕괴 임계값 미만의 중성미자를 감지한다. 이 실험들은 암흑물질의 직접 감지 실험에 사용되는 고체 검출기와 매우 유사한 결정 기반 검출기를 압도적으로 많이 사용하며, 현대 물리학에서 가장 민감한 입자 검출기 중 일부로, 검출기에 침전된 에너지가 20 eV에 불과한 낮은 임계값을 자랑한다. 이는 상호작용 확률이 높은 더 무거운 핵들이 탄성 산란에서 에너지를 거의 유지하지 못하기 때문에(중성미자보다 훨씬 질량이 크기 때문에) 필요하다.
중성미자가 환경에 영향을 미칠 수 있는 다른 방법으로는 MSW 효과와 같은 것이 있지만, 추적 가능한 방사선을 생성하지 않으며 감지할 수 없을 것으로 예상된다.

## 과학적 관심
중성미자의 낮은 질량과 중성 전하는 다른 입자 및 장과 극히 약하게 상호 작용한다는 것을 의미한다. 약한 상호 작용의 이러한 특징은 중성미자가 다른 복사(예: 빛 또는 전파)가 침투할 수 없는 환경을 탐사하는 데 사용될 수 있다는 것을 의미하므로 과학자들의 관심을 끈다.
중성미자를 탐사 도구로 사용하는 것은 20세기 중반에 태양의 핵 상태를 탐지하는 방법으로 처음 제안되었다. 태양 핵은 전자기 복사(예: 빛)가 핵을 둘러싼 엄청난 양과 밀도의 물질에 의해 확산되기 때문에 직접적으로 이미징할 수 없다. 반면에 중성미자는 태양을 거의 상호 작용 없이 통과한다. 태양 핵에서 방출된 광자가 태양의 외부 층으로 확산되는 데 40000 years이 걸릴 수 있는 반면, 핵의 항성 핵융합 반응에서 생성된 중성미자는 거의 빛의 속도로 이 거리를 거의 방해받지 않고 통과한다.
중성미자는 또한 성간 매체를 통과하는 동안 크게 감쇠되지 않는 유일한 알려진 입자이므로 태양계 밖의 천체물리학적 소스를 탐사하는 데 유용하다. 광학 광자는 먼지, 가스 및 배경 복사에 의해 가려지거나 확산될 수 있다. 빠른 양성자 및 원자핵 형태의 고에너지 우주선은 그라이젠-자체핀-쿠즈민 한계 (GZK 한계)로 인해 약 100 메가파섹 이상 이동할 수 없다. 대조적으로 중성미자는 거의 감쇠되지 않고 훨씬 더 먼 거리를 이동할 수 있다.
우리 은하의 은하핵은 밀집된 가스와 수많은 밝은 물체에 의해 완전히 가려져 있다. 은하핵에서 생성된 중성미자는 지구 기반 중성미자 망원경으로 측정될 수 있다.
중성미자의 또 다른 중요한 용도는 질량이 큰 별의 생명을 끝내는 폭발인 초신성 관측에 있다. 초신성의 핵 붕괴 단계는 극도로 밀집되고 에너지가 높은 사건이다. 너무 밀집되어 중성미자를 제외하고는 알려진 어떤 입자도 전진하는 핵 전선을 탈출할 수 없다. 결과적으로 초신성은 복사 에너지의 약 99%를 짧은(10초) 중성미자 폭발로 방출하는 것으로 알려져 있다. 이 중성미자는 핵 붕괴 연구에 매우 유용한 탐사 도구이다.
중성미자의 정지 질량은 우주론 및 천체물리학 이론의 중요한 시험대이다. 우주론 현상을 탐사하는 데 중성미자의 중요성은 다른 어떤 방법 못지않게 크며, 따라서 천체물리학 공동체의 주요 연구 초점이다.
중성미자 연구는 입자물리학에서 중요하다. 중성미자는 일반적으로 질량이 있는 입자 중 가장 낮은 정지 질량을 가지며 (즉, 가장 낮은 0이 아닌 정지 질량을 가지며, 광자와 글루온의 0 정지 질량은 제외), 따라서 입자물리학의 표준 모형 확장 이론에서 가장 낮은 에너지의 질량이 있는 입자의 예시이다.
2012년 11월, 미국 과학자들은 입자 가속기를 사용하여 780 피트의 암석을 통해 일관된 중성미자 메시지를 보냈다. 이는 통신을 위한 중성미자의 첫 번째 사용을 의미하며, 향후 연구를 통해 지구 핵과 같이 가장 밀도가 높은 물질을 통해서도 이진 중성미자 메시지를 엄청난 거리로 보낼 수 있게 될 것이다.
2018년 7월, IceCube 중성미자 관측소는 2017년 9월 남극 기반 연구소에 충돌한 극고에너지 중성미자의 기원을 추적하여 오리온자리 방향으로 37억 광년 떨어진 블레이저 TXS 0506+056에서 온 것임을 발표했다. 중성미자 검출기가 우주 물체의 위치를 파악하고 우주선의 원천을 식별하는 데 사용된 것은 이번이 처음이다.
2022년 11월, IceCube 중성미자 관측소는 세투스자리 NGC 1068에서도 고에너지 중성미자 방출의 증거를 발견했다. 이 은하는 현재까지 가장 잘 알려지고 잘 연구된 활동 은하 중 하나이다.
2023년 6월, 천문학자들은 새로운 기술을 사용하여 우리 은하의 은하면에서 중성미자 방출을 처음으로 감지했다고 보고했다.

## 같이 보기
- 다중 신호 천문학
- 중성미자 진동
- 중성미자 천문학
- 렙톤 섞임

## 내용주
1. ↑  더 정확히 말하면, 파울리는 현재 전자 중성미자라고 불리는 것을 가정했다. 두 가지 다른 종류는 나중에 발견되었다. 아래 중성미자 맛깔 참조.
2. ↑  닐스 보어는 특히 베타 붕괴에 대한 이 해석에 반대했다. 그는 원자 수준에서 에너지, 운동량, 각운동량이 보존되지 않는 양이라는 것을 받아들일 준비가 되어 있었다.
3. ↑  이 맥락에서 "가벼운 중성미자"는 Z 보손 질량의 절반 미만인 중성미자를 의미한다.
4. ↑  모든 열기관과 마찬가지로, 생성된 열의 약 3분의 1만이 전기로 변환될 수 있다. 따라서 4000 MW 원자로는 1300 MW의 전력을 생산하고, 2700 MW는 폐열로 방출된다.

## 참고 문헌
- Adam, Thomas;  외. (OPERA collaboration) (2011). 《Measurement of the neutrino velocity with the OPERA detector in the CNGS beam》. 《Journal of High Energy Physics》 2012. 93쪽. arXiv:1109.4897. Bibcode:2012JHEP...10..093A. doi:10.1007/JHEP10(2012)093. S2CID 17652398.
- Alberico, Wanda Maria; Bilenky, Samoil M. (2004). 《Neutrino oscillations, masses, and mixing》. 《Physics of Particles and Nuclei》 35. 297–323쪽. arXiv:hep-ph/0306239. Bibcode:2003hep.ph....6239A.
- Bahcall, John N. (1989). 《Neutrino Astrophysics》. Cambridge University Press. ISBN 978-0-521-37975-5.
- Brumfiel, Geoff (2001년 10월 1일). “The Milky Way's hidden black hole”. 《Scientific American》. 2014년 7월 16일에 원본 문서에서 보존된 문서. 2010년 4월 23일에 확인함.
- Close, Frank (2010). 《Neutrino》. Oxford University Press. ISBN 978-0-19-957459-9.
- Davis, Raymond Jr. (2003). 《Nobel Lecture: A half-century with solar neutrinos》 (PDF). 《Reviews of Modern Physics》 75. 10쪽. Bibcode:2003RvMP...75..985D. CiteSeerX 10.1.1.208.7632. doi:10.1103/RevModPhys.75.985.
- Griffiths, David J. (1987). 《Introduction to Elementary Particles》. John Wiley & Sons. ISBN 978-0-471-60386-3.
- Jayawardhana, Ray (2015). 《The Neutrino Hunters: The chase for the ghost particle and the secrets of the universe》 softcover판. Oneworld Publications. ISBN 978-1-780-74647-0.
- Perkins, Donald H. (1999). 《Introduction to High Energy Physics》. Cambridge University Press. ISBN 978-0-521-62196-0.
- Povh, Bogdan (1995). 《Particles and Nuclei: An introduction to the physical concepts》. Springer-Verlag. ISBN 978-0-387-59439-2.
- Riazuddin (2005). “Neutrinos” (PDF). Islamabad, PK: National Centre for Physics, Quaid-i-Azam University. 2011년 10월 7일에 원본 문서 (PDF)에서 보존된 문서. 2010년 7월 9일에 확인함.
- Schopper, Herwig F. (1966). 《Weak Interactions and Nuclear Beta Decay》. North-Holland.
- Tammann, Gustav A.A.; Thielemann, Friedrich-Karl; Trautmann, Dirk (2003). 《Opening new windows in observing the Universe》. 《Europhysics News》 34. 68–70쪽. Bibcode:2003ENews..34...68T. doi:10.1051/epn:2003208.
- Tipler, Paul Allen; Llewellyn, Ralph A. (2002). 《Modern Physics》 4판. W. H. Freeman. ISBN 978-0-7167-4345-3.
- Tomonaga, Sin-itiro (1997). 《The Story of Spin》. 번역 Oka, Takeshi. University of Chicago Press. ISBN 978-0-2268-0794-2.
- Zuber, Kai (2003). 《Neutrino Physics》. IOP Publishing. doi:10.1201/9781315195612. ISBN 978-0-7503-0750-5.